# Санґга
Санґга (палі: saṅgha IAST) або самґга (санскрит: संघ, saṃgha IAST) — термін санскриту та палі, що може перекладатися як асоціація, спільнота або громада зі спільною метою чи поглядами. Зазвичай термін вживається виключно щодо груп буддистів та джайнів. У буддизмі за традицією термін має два значення: найчастіше санґга означає монастирську санґгу, або спільноту всіх буддистів, принаймні тих, хто в достатньому ступені слідує традиціям. Коли мова йде про якусь країну, наявність санґги означає поширенність у ній буддизму. В іншому значенні санґга означає арія санґгу або благородну санґгу, тобто всіх істот, що мають певний ступінь просвітлення.
Термін «санґат» (sangat), що є перекладом слова «санґга» пенджабскою мовою, використовується в сикхізмі подібно до першого значення в буддизмі, тобто означає спільноту вірян.

## Виноски
1. ↑  Buswell, Robert Jr; Lopez, Donald S. Jr., ред. (2013). Princeton Dictionary of Buddhism. Princeton, NJ: Princeton University Press. с. 750. ISBN 9780691157863.